# Marià Gonzalvo
Marià of Mariano Gonzalvo Falcón (Mollet del Vallès, 22 maart 1922 - 7 april 2007) was een Spaans voetballer. Hij speelde als middenvelder bij onder andere FC Barcelona. Aangezien Marià Gonzalvo twee oudere broers had die eveneens profvoetballer waren, werd hij wel aangeduid als Gonzalvo III. Juli Gonzalvo (Gonzalvo I) speelde voor RCD Espanyol en Josep Gonzalvo (Gonzalvo II) kwam eveneens uit voor FC Barcelona.

## Clubvoetbal
Gonzalvo begon als voetballer bij CE Europa. Van 1940 tot 1955 stond hij onder contract bij FC Barcelona. In zijn eerste jaar bij de club kwam de middenvelder weinig aan spelen en in het seizoen 1941/1942 vertrok Gonzalvo daarom voor een jaar op huurbasis naar Real Zaragoza. Met deze club promoveerde hij als nummer twee van de Segunda División naar de Primera División. Gonzalvo keerde terug naar FC Barcelona en hij debuteerde op 13 december 1942 tegen Sevilla FC in de Primera División. Bij Barça werd Gonzalvo vijf keer kampioen van Spanje (1945, 1948, 1949, 1952, 1953) en won de middenvelder drie Spaanse bekers (1951, 1952, 1953), twee Copas Latina (1949, 1952), tweemaal de Copa Martini Rossi (1952, 1953) en vier keer de Supercopa de España (1945, 1949, 1952, 1953). Hij was aanvoerder van Barça Cinco Copas, het team dat in het seizoen 1951/1952 vijf bekers won. Nadat Gonzalvo in 1955 op 34-jarige leeftijd FC Barcelona verliet na 331 wedstrijden en 56 doelpunten, speelde hij nog bij UE Lleida (1955-1956) en Condal Barcelona (1956-1957).

## Nationaal elftal
Gonzalvo speelde zestien wedstrijden in het Spaans nationaal elftal. Zijn debuut was op 23 juni 1946 tegen Ierland. Hij behoorde in 1950- tot de Spaanse selectie voor het wereldkampioenschap in Brazilië. Gonzalvo maakte op 10 juni 1951 tegen België zijn enige interlanddoelpunt. Op 17 maart 1954 speelde de middenvelder tegen Turkije zijn laatste interland.